# Juraj Ontko
Juraj Ontko (* 23. prosince 1964 Liptovský Mikuláš) je bývalý slovenský a československý vodní slalomář, kanoista závodící v kategoriích C1 a C2. Jeho partnerem v deblkánoi byl Ladislav Čáni.
V československé reprezentaci získal na mistrovství světa jednu stříbrnou medaili (C1 družstva – 1983) a jednu bronzovou (C1 družstva - 1987). Startoval také na Letních olympijských hrách 1992 v Barceloně, kde v individuálním závodě C1 skončil na osmém místě. V roce 1992 získal v individuálních závodech světového poháru stříbro a bronz.
Jako slovenský reprezentant získal na mistrovství světa jednu zlatou (C1 družstva – 1997) a dvě bronzové medaile (C1 družstva – 1995; C2 družstva – 1993). V roce 1998 vyhrál mistrovství Evropy v závodě hlídek C1.